# دابا (گانسو)
دابا (به لاتین: Daba) یک منطقهٔ مسکونی در چین است که در شهرستان مینچین واقع شده‌است.